# チャールズ・タウンゼンド (第3代タウンゼンド子爵)
第3代タウンゼンド子爵チャールズ・タウンゼンド（英語: Charles Townshend, 3rd Viscount Townshend、1700年7月11日 – 1764年3月12日）は、イギリスの貴族、政治家。1722年から1723年まで庶民院議員を務めた後、繰上勅書によりタウンゼンド男爵の爵位を継承、貴族院に移籍した。

## 生涯
第2代タウンゼンド子爵チャールズ・タウンゼンドと1人目の妻エリザベス（1681年10月 – 1711年5月11日、初代ペラム男爵トマス・ペラムの娘）の長男として、1700年7月11日に生まれた。1718年までイートン・カレッジで教育を受けた後、1718年にケンブリッジ大学キングス・カレッジに入学した。その後、グランドツアーをした。
1722年イギリス総選挙でグレート・ヤーマス選挙区から出馬して当選したが、1723年5月22日には繰上勅書により（父の存命中にもかかわらず）父からタウンゼンド男爵を継承した。爵位名が父と同じ「タウンゼンド」だったため、代わりにリン卿（Lord Lynn）の儀礼称号を使用した。その後、1723年から1727年まで寝室侍従（Lord of the Bedchamber）を、1730年から1738年までノーフォーク統監およびノーフォーク首席治安判事を、1730年6月ごろから1739年1月20日まで王室宝石管理長官を務めた。1738年6月21日に父が死去すると、タウンゼンド子爵位を継承した。
1747年に初代レスター伯爵トマス・クックから初代ハードウィック伯爵フィリップ・ヨークに宛てた手紙によると、レスター伯爵は息子エドワードを差し置いてタウンゼンド子爵の長男ジョージを推し、1747年イギリス総選挙でノーフォーク選挙区の庶民院議員に当選させたが、タウンゼンド子爵が（父の第2代タウンゼンド子爵と違い）トーリー党寄りだったため、ノーフォークにおけるホイッグ党の党勢が悪化したという（レスター伯爵とハードウィック伯爵はホイッグ党所属）。一方で国政にはほとんど関わらなかった。
1764年3月12日にレイナムで死去、20日に同地で埋葬された。長男ジョージが爵位を継承した。

## 家族

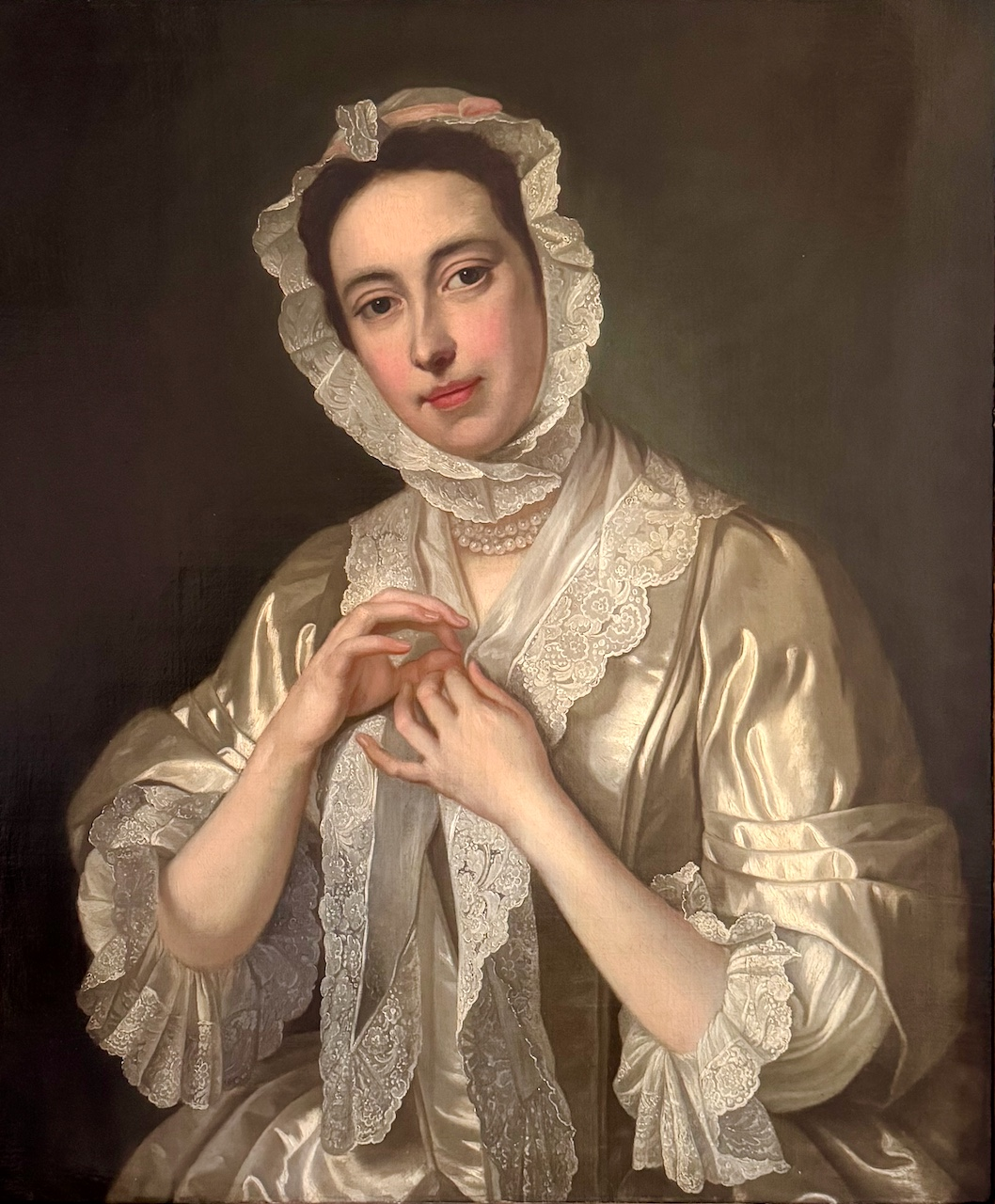
ジャン＝バティスト・ヴァン・ローによる、タウンゼンド子爵夫人の肖像画。1738年ごろの作品。

1723年5月29日、オードリー・エセルドレダ・ハリソン（1708年ごろ – 1788年3月5日、エドワード・ハリソンの娘）と結婚、4男1女をもうけた。2人は1740年頃に正式に別居した。
- ジョージ（1724年2月28日 – 1807年9月14日） - 第4代タウンゼンド子爵、初代タウンゼンド侯爵[1]
- チャールズ（1725年8月27日 – 1767年9月4日） - 財務大臣。タウンゼンド諸法の制定で知られる[1]。1755年9月18日、キャロライン・キャンベル（英語版）（第2代アーガイル公爵ジョン・キャンベルの娘、のち初代グリニッジ女男爵）と結婚、子供あり[6]
- エドワード（1731年6月29日没[4]）
- ロジャー（1731年ごろ – 1759年7月25日） - 陸軍軍人、タイコンデロガの戦いで戦死[1]
- オードリー（1781年2月没） - ロバート・オーム（英語版）と結婚、子供あり[4]